# Otto Leuschner
Otto Richard Ernst Leuschner (* 26. Oktober 1901 in Pankow bei Berlin; † 27. April 1945 in Berlin-Pichelsdorf) war ein deutscher Fußballspieler.

## Spielerkarriere
Otto Leuschner spielte, wie auch Emil Domscheidt, bis 1924 bei Nord 08. Nachdem beide im April desselben Jahres bei Hertha BSC debütiert hatten, gehörte Otto Leuschner in den folgenden Jahren als rechter Läufer zu den festen Größen in der Berliner Mannschaft, die in den 1920ern den deutschen Fußball mitbestimmte.
Das erste Mal nahm er nach dem Berliner Meistertitel 1925 an einer Endrunde um die deutsche Meisterschaft teil. Im Achtelfinale gegen den VfB Königsberg erzielte er kurz vor Schluss den Ausgleich und sicherte so die Verlängerung, in der Willi Kirsei zum entscheidenden 3:2 traf. Das spätere Aus im Halbfinale gegen den FSV Frankfurt nach Verlängerung konnte aber auch Leuschner nicht verhindern. In der darauffolgenden Saison zogen die vom Österreicher Alexander Popovich trainierten Herthaner zum ersten Mal in der Vereinsgeschichte ins Finale ein. Trotz einer frühen Führung durch Hans Ruch verlor die Alte Dame mit 1:4, wobei Leuschner das 1:3 für die Franken per Eigentor erzielte. Auch in den folgenden drei Jahren standen die Herthaner im Finale um die deutsche Meisterschaft, allerdings konnten sie auch gegen den 1. FC Nürnberg (1927), den Hamburger SV (1928) und erneut Fürth (1929) nicht gewinnen. Erst 1930 schafften es die Hauptstädter nach einem hart umkämpften Spiel im Düsseldorfer Rheinstadion Holstein Kiel mit 5:4 zu bezwingen und sich in die Meisterliste einzutragen. Bei der erfolgreichen Titelverteidigung 1931 absolvierte Leuschner dann kein Spiel mehr in der Endrunde.
Insgesamt bestritt er 25 Spiele in Endrunden um die deutsche Meisterschaft, wobei er ein Tor erzielte.
1931/32 gehörte Leuschner zwar noch dem Kader der Hertha an, bestritt aber auch in der VBB-Oberliga kein Spiel mehr. Nach einer anderen Quelle waren Domscheidt und er aus Altersgründen nicht mehr berücksichtigt worden, daraufhin zum VfB Hermsdorf und 1932 zum Adlershofer BC gewechselt. Anschließend zog Leuschner sich von der höherklassigen Fußballbühne zurück.

## Tod
Otto Leuschner wurde in den letzten Tagen des Zweiten Weltkrieges versehentlich von einem Hitlerjungen erschossen.

## Erfolge
- Deutscher Meister: 1930, 1931
- Berlin-Brandenburgischer Meister: 1925, 1926, 1927, 1928, 1929, 1930, 1931, 1933
- Berliner Pokalsieger: 1924, 1928, 1929, 1932